# دوريس جولباشن
دوريس جولباشن (بالألمانية: Doris Golpashin)‏ هي ممثلة ومقدمة برامج ومذيعة راديو نمساوية، وُلدت في السابع عشر من أغسطس لعام 1980 في جريسكيرشين في النمسا العليا في النمسا، و هي الأخت الكبري للممثلة النمساوية دانيلا جولباشن.

## حياتها

### حياتها المهنية
بدأت دوريس حياتها المهنية في عمر السابعة عشر لتصبح أصغر مذيعة في النمسا حيث عملت كمذيعة راديو في محطة 88.6 الخاصة، وبعد أن أنهت تدريبها على التمثيل كانت ضمن الفرقة الموسيقية لمسرح تياتر أن دير فاين ( Theater an der Wien) في المسرحية الموسيقية أناتفكا ( Anatevka). أتمت دوريس دراسة السيناريو والإخراج في مدرسة الأفلام في فيينا، و بعد ذلك كانت مذيعة في محطة راديو هيت اف ام 92.9 ثم في محطة إذاعة النمسا (ORF) ثم محطة أو3 (Ö3) والتي قدمت فيها برنامج نادي أو3 من عام 2001 و حتى عام 2003.
مثلت دوريس للمرة الأولى في مسلسل المحقق ريكس (Kommissar Rex)، و مثلت على مسرح جلوريا في فيينا بجانب الممثل جيرالد بيتشوفيتس في كلًا من مسرحتين بوينج بوينج وأوزكر. و قد قدمت النسخة النمساوية لبرنامج الأغاني الأكثر نجاحًا (Kronehit Charts).
في يناير لعام 2009 بدأت العمل لصالح القناة التلفزيونية الخاصة بلوس4 ( Puls 4) أينما قدمت البرنامج الاجتماعي بينك (PINK) يوميًا، وفي الوقت ذاته قدمت أيضًا على قناة بلوس4 البرنامج الحواري المباشر نادي الشخصيات المهمة (VIP Club) والذي فيه كانت تستضيف الشخصيات المرموقة من أجل نقاش أحداث الإسبوع معهم. و في شهر أبريل لعام 2010 قدمت البرنامج الكوميدي ما الذي تستمتع به ألمانيا (Was genießt Deutschland ).
كانت دوريس مقدمة برنامج أبطال الغد ( Helden von morgen) من الرابع والعشرين من سبتمبر لعام 2010 و حتى الثامن والعشرين من يناير لعام  2011 و في السادس عشر من أبريل لعام 2011 كانت مقدمة حفل جوائز رومي والتي كانت مُرشحة فيها في فئة أفضل مقدمة برامج، وفي الحادي والعشرين من مايو قدمت مع ماركو شيريل فاعلية لايف بال (Life Ball)، و بعدها كانت مقدمة برنامج المواهب الفرصة الكبيرة ( Die große Chance). كانت دوريس مذيعة الكوليس في الأجزاءالأربعة الأولي للنسخة الألمانية لبرنامج ذا فويس الذي أُذيع على قناتي بروزيبين وسات.1

## حياتها الشخصية
إن دوريس على علاقة بالممثل ومقدم البرامج كلاس هويفر أوملاوف من عام 2012.، و قد أنجبا طفلهما الأول في الثالث عشر من أبريل لعام 2013.

## أعمالها

### الأفلام والمسلسلات
- 2004: Kommissar Rex (المحقق ريكس، مسلسل تلفزيوني)
- 2007: Free Rainer – Dein Fernseher lügt (فري راينر- تلفزيونك يكذب، فيلم سينمائي)
- 2008: Erika und Otto (ايريكا وأوتو)
- 2008: Falco – Verdammt, wir leben noch!(فالكو- اللعنة ما زلنا على قيدالحياة، فيلم)
- 2009: SOKO Donau(سوكو دوناو، مسلسل تلفزيوني، ظهرت في حلقة الخيانة Verrat)
- 2010: Live is Life – Die Spätzünder (البدابات المتأخرة، فيلم كوميدي)
- 2010: Jud Süß – Film ohne Gewissen (يهود سوس- فيلم بدون ضمير)
- 2013: Eine unbeliebte Frau(المرأة غير محبوبة، فيلم تلفزيوني)
- 2013: Die Detektive (المحققين)
- 2018: Vorstadtweiber (ضاحية فايبر، مسلسل)

### المسرح
- 1996: Anatevka (أناتيفكا)
- 2002: Oscar (اوسكر)
- 2003: Oscar (اوسكر)
- 2004: Boeing Boeing (بوينج بوينج)

### البرامج
- 2000–2003: ORF 1 – Movietime (وقت الأفلام)
- 2003–2005: Das Letzte der Woche(آخر أحداث الإسبوع)
- 2005–2007: Kronehit Charts (الاغان الأكثر نجاحًا)
- 2009–2010: PINK!(وردى!)
- 2009–2010: PINK! Weekend ( وردي! عطلة نهاية الاسبوع)
- 2010–2011: Helden von morgen (أبطال الغد)
- 2011: Direkt (مباشر)
- 2011: Romyverleihung (جوائز رومي)
- 2011: Lifeball(فاعلية لايف بال)
- 2011–2012: Die große Chance(الفرصة الكبيرة)
- 2011–2014: The Voice of Germany (ذا فويس الألماني)
- 2015: red! Stars, Lifestyle & More(أحمر، النجوم، نمط الحياة)ِِ

## وصلات خارجية
- دوريس جولباشن على موقع IMDb (الإنجليزية)
- دوريس جولباشن على موقع ألو سيني (الفرنسية)
- دوريس جولباشن على موقع قاعدة بيانات الفيلم (الإنجليزية)
- دوريس جولباشن على موقع كينوبويسك (الروسية)
- الصفحة الرسمية لدوريس جولباشن
- صفحة دوريس جولباشن على قاعدة بيانات الأفلام